# ソジェー共和国

ソジェー共和国
République libre du saugeais（フランス語）
Rpuubyik du sâdjet（アルピタン語）

国の標語：dé san quy a dèz hounnous ã mondou
国歌：ソジェー賛歌

ソジェー共和国（ソジェーきょうわこく、仏: La République du Saugeais, 発音: [so.ʒɛ]）は、フランス東部のドゥー県に位置するミクロネーション。
ソジェ共和国、あるいは英語読みでサージエイス共和国とも呼ばれる。国際連合加盟国193カ国及びバチカン市国の中で、ソジェー共和国を承認する国はない。

## 地理
ソジェー共和国は、スイスとの国境に近いフランス東部に位置する。フランスの行政区分ではドゥー県ポンタルリエ郡 (Arrondissement of Pontarlier) のモンベノワ小郡 (fr:Canton de Montbenoît) に属する以下11のコミューン（基礎自治体）がその領域に含まれると主張している。
- レ・ザリエ
- アルソン
- ビュニ
- ラ・ショー・ドゥ・ジレー
- ジレー
- オトゥリヴ・ラ・フレース
- ラ・ロンジュヴィーユ
- モンベノワ（首都）
- モンフロヴァン
- メゾン・デュ・ボワ・リェブレモン
- ヴィーユ・デュ・ポン

モンベノワ小郡の中心地であったモンベノワを「政治的な首都」としている。ドゥー川の河畔に位置するモンベノワは、11世紀に創設された修道院 (fr:Abbaye de Montbenoît) を中心とする、人口400人ほどの村である。町の規模としては ジレー（人口約1600人）の方が大きく、こちらを「経済的な首都」と位置付けている。

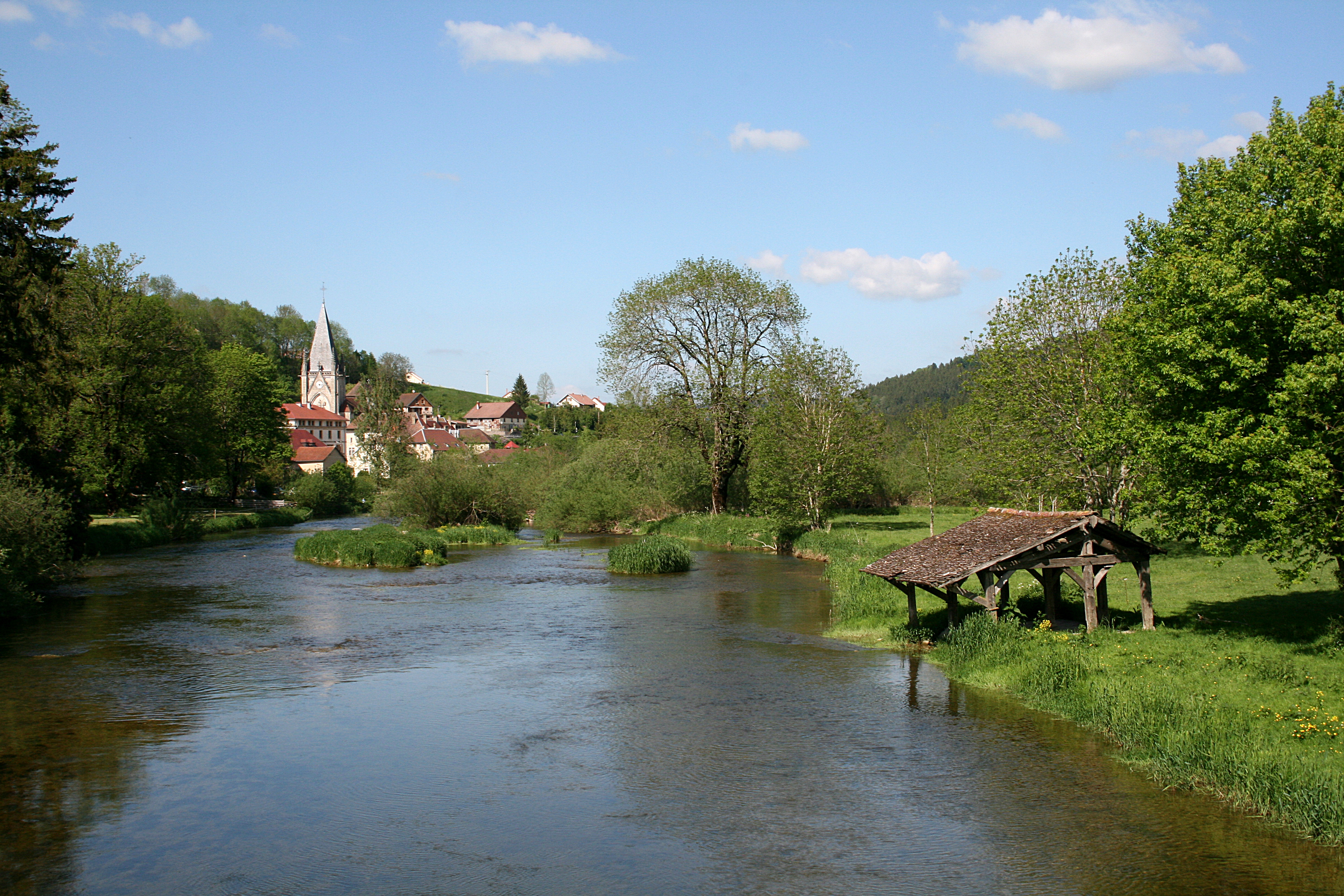
ドゥー河畔のモンベノワ

## 歴史
1947年、ドゥー県の知事 (Préfet) が、公式行事に出席するためにモンベノワを訪れ、ジョルジュ・プーシェ (Georges Pourchet) が所有するホテル Hôtel de l'Abbaye において昼食をとった。この際にプーシェは知事にジョークとして「あなたはソジェー共和国への入国許可をお持ちですか?」と尋ねた。興味を持った知事は、プーシェがこのとき作り上げた「ソジェー共和国」の詳細について尋ね、プーシェを「ソジェー共和国」の「大統領」に任命した。
ジョルジュ・プーシェが1968年に死去すると、その妻であるガブリエル (Gabrielle) が「大統領」の名を継いだ。彼女は1970年に引退したが、モンベノワにおいて教区司祭に協力し修道院を維持する活動を続けた。この資金を調達するために、1972年に祭典が組織され、ガブリエルは歓呼をもって終身大統領に選出された。
ガブリエル・プーシェ「大統領」は、首相、官房長、12人の大使と、300人以上の名誉市民を任命した。 ジョセフ・ボティヨンが1910年にアルピタン語（フランコプロヴァンス語）のソジェー方言 (Langue Saugette) で作曲した曲 Hymne du Saugeais が、「共和国」の国歌として採用された。
1987年に「記念切手」が発行されている。また1997年には「共和国」25周年を記念する「紙幣」が発行された。これらは土産物として観光事務所で購入できる。
ガブリエル・プーシェは2005年8月31日に99歳で死去した。彼女の娘であるジョルジェット・ベルタン・プーシェ (Georgette Bertin-Pourchet) が「大統領」を継承している。

## 歴代の大統領
- 初代: ジョルジュ・プーシェ（1947年 - 1968年）
- 第2代、第3代: ガブリエル・プーシェ（1968年 - 1970年、1972年 - 2005年8月31日）
- 第4代: ジョルジェット・ベルタン・プーシェ（2005年 - ）